# Gerda Leber-Hagenau
Gerda Leber-Hagenau, także Gerda Hagenau z domu Krause (ur. 11 grudnia 1918 w Łodzi, zm. 8 sierpnia 2004 w Zell am Moos) – austriacka pisarka, krytyczka literacka i teatralna, tłumaczka literatury polskiej, popularyzatorka kultury i historii Polski.

## Życiorys
Pochodziła z łódzkiej, niemieckiej niespolonizowanej rodziny fabrykanckiej. Ukończyła naukę w Niemieckim Gimnazjum w Łodzi. W 1942 wyjechała do Austrii, gdzie podjęła studia w Wiedniu z zakresu historii sztuki i historii teatru. Po wojnie zajmowała się krytyką literacką i teatralną oraz publicystyką nt. literatury polskiej. Około 1945 zamieszkała w Thumersbach k. Salzburga. W 1948 zadebiutowała na łamach „Die Furche” publikacją na temat stosunków Johanna Wolfganga von Goethego i Adama Mickiewicza, artykułem Goethe und Mickiewicz. Publikowała także na łamach w „Wiener Tageszeitung”, „Salzburger Nachrichten”, „Maske und Kothurn” i „Rot-Weiß-Rot”. W 1956 wraz z rodziną przeprowadziła się do Wiednia. Tam zajmowała się recenzowaniem polskich dramatów dla wiedeńskiego Burgtheater oraz pracowała jako tłumaczka i konsultantka ds. literatury polskiej w S. Fischer Verlag. W 1966 założyła wydawnictwo Gerda Leber Proscenium, w którym publikowała przede wszystkim dzieła polskich dramaturgów. Jego nakładem opublikowała także m.in. „Polnische Literatur 1863–1914 (1984) Bonifacego Miązka, homilie Jana Pawła II i wspomnienia Juwentyna Lucjana Młodożenieca o Maksymilianie Kolbe.
W 1970 obroniła rozprawę doktorską poświęconą „Dziadom” Adama Mickiewicza, pt. Dziady (Totenfeier) von Adam Mickiewicz. Dichtung und Bühnengeschichte (pol. Dziady Adama Mickiewicza. Poezja i historia sceniczna) pod kierunkiem Heinza Kindermanna w Instytucie Teatrologicznym Uniwersytetu Wiedeńskiego.
Była autorką poezji, powieści i opowiadań, w tym m.in. powieści Lucyna Herz inspirowanej wierszem Stanisława Jerzego Leca, opowiadającej historię partyzantki, działającej podczas okupacji hitlerowskiej w Polsce. Wśród opowiadań opublikowała m.in.: Das anbetende Pferd, Profesor Jaworski, Im InterCity. Była również autorką odczytów i na forum publicznym oraz w radiu. Publikowała artykuły m.in. nt. Marii Dąbrowskiej, Romana Brandstaettera, Kazimierza Dejmka, polskiej komedii, współczesnej literatury i teatrze polskim w Wiedniu.
Przetłumaczyła na język niemiecki twórczość ponad siedemdziesięciu polskich pisarzy, w tym m.in.: Tadeusz Borowski, Kazimierz Brandys, Roman Brandstaetter (Milczenie, Dzień gniewu, Powrót syna marnotrawnego), Bohdan Czeszko, Stanisław Dygat, Kornel Filipowicz, Witold Gombrowicz, Marek Hłasko, Jarosław Iwaszkiewicz, Bruno Jasieński, Adam Mickiewicz (m.in. Dziady, Księgi narodu polskiego i pielgrzymstwa polskiego), Czesław Miłosz, Ludwik Hieronim Morstin (m.in. Achilles i panny, Sasza i bogowie), Sławomir Mrożek, Tadeusz Nowakowski Włodzimierz Odojewski (m.in. Miejsca nawiedzone, 1962; Wyspa ocalenia, 1966; Zasypie wszystko, zawieje, 1977), Adolf Rudnicki, Juliusz Słowacki (m.in. Anhelli), Artur Maria Swinarski, Stanisław Ignacy Witkiewicz Stefan Wyszyński (Der Christ und die Arbeit, 1959) i Jerzy Zawieyski.
Była członkinią m.in. Austriackiego Towarzystwa Literackiego, Austriackiego Stowarzyszenia Pisarzy, Stowarzyszenia Austriackich Naukowców, Austriacko-Niemieckiego Towarzystwa Kulturalnego, austriackiego PEN Clubu, Międzynarodowego Komitetu Chopinowskiego, redakcji czasopisma „Österreich-Polen” i Komitetu Honorowego 300-lecia Odsieczy Wiedeńskiej. Należała o zarządu Towarzystwa Austriacko-Polskiego, Instytutu Kultury w Eferding oraz do rady nadzorczej Literarischen Verwertungsgesellschaft Österreichs.
Utrzymywała bliskie kontakty z Arturem Marią Swinarskim. Przechowywała w swoim wiedeńskim mieszkaniu całe jego archiwum literackie po jego śmierci. W 1992 uczestniczyła w Światowym Spotkaniu Łodzian. W związku z wizytą w rodzinnym mieście, podjęła się opracowania wspomnień z Łodzi, które ukończyła w 2000. Praca pod roboczym tytułem „Villa Krause” nie została wydana.
W 2003 ukazała się książka Wilfrieda Gerke, będąca oceną jej twórczości, pt. „Gerda Hagenau – des Wortes mächtig” (pol. Gerda Hagenau – mistrzyni słowa).

### Życie prywatne
Była córką łódzkiego fabrykanta – Christiana Adolfa Krause (1878–1946) i Emmy Wander, z domu Bocksleiter (1884–1946), miała dwie siostry: Charlottę Hildegard, Eleonorę Margarethe. Jej pierwszym mężem (od 1945) był fizyk Karl Undesser, drugim zaś (od 1950), historyk sztuki Hermann Rudolf Leber (1900–1974). Jej synem jest austriacki filmowiec – Titus Leber (ur. 1951). Zmarła w swoim domu letnim nad jeziorem Irrsee w Zell am Moos koło Salzburga. Została pochowana na Cmentarzu Centralnym w Wiedniu. W młodości mieszkała w Łodzi, w powstałej w latach 1921–1922 willi przy ul. S. Skrzywana (dawn. ul. Staro-Wólczańska).

## Publikacje
- Hagenau G., Lucyna Herz, Marion Von Schröder Verlag Hamburg, 1958,
- Hagenau G., Liebesgeschichten der slavischen Völker, G. Stalling, 1959,
- Hagenau G., Moderne Erzähler slavischer Völker, hrsg. Gerda Haenau, 1961,
- Hagenau G., Polen erzählt, Fischer Bücherei, 1961,
- Hagenau G., Verkünder und Verführer: Prophetie und Weissagung in der Geschichte, Econ, 1976, ISBN 978-3-430-13729-4,
- Hagenau G., Verkünder und Verführer: Prophetie u. Weissagung in d. Geschichte, Heyne, 1979, ISBN 978-3-453-00903-5,
- Hagenau G., Jan Sobieski: der Retter Wiens, Amalthea, 1983, ISBN 978-3-85002-158-6,
- Leber-Hagenau G., Bunte Scherben, [w:] Wo wir einst zu Hause waren… Gespräche und Begegnungen mit einem anderen Land, hrsg. von Peter Nasarski, Berlin-Bonn 1990,
- Hagenau G., Polinisches Theater und Drama: ein integraler Bestandteil europäischer Theaterkultur 966-1795, Wien ; Köln ; Weimar: Böhlau, 1994, ISBN 978-3-205-98233-3,
- Hagenau G., Adam Mickiewicz als Dramatiker: Dichtung und Bühnengeschichte, P. Lang, 1999, ISBN 978-3-631-34084-4,
- Hagenau G., Chwalcie ten świat: elegie naszego czasu, Archiwum Polskiej Akademii Nauk, 1998, ISBN 978-83-907781-1-2,
- Hagenau G., Zwischen deutscher und polnischer Literatur: Vorträge, Aufsätze, Interviews, Laudationes, Peter Lang, 2000, ISBN 978-3-631-35427-8.

## Wyróżnienia
- Tytuł profesora (1970) przyznany przez Prezydenta Republiki Austrii za zasługi na polu kultury[3],
- Nagroda im. Alfreda Jurzykowskiego (1971),
- Nagroda w konkursie narracyjnym „Fremd in Deutschland” (1972),
- Odznaka honorowa „Zasłużony dla Kultury Polskiej” (1974),
- Nagroda Polskiego PEN-Clubu (1975, 1976)[5],
- Krzyż Komandorski Orderu Zasługi Polskiej Rzeczypospolitej Ludowej (1986)[4],
- Honorowa Nagroda Literacka im. Andreasa Gryphiusa (1994), przyznana przez Gildię Artystów w Esslingen,
- Krzyż Oficerski za Naukę i Sztukę (1999)[5].